# Laccophilus grammicus
Laccophilus grammicus är en skalbaggsart som beskrevs av Sharp 1882. Laccophilus grammicus ingår i släktet Laccophilus och familjen dykare. Inga underarter finns listade i Catalogue of Life.